# Klei-op-veen
Klei-op-veen is de bodemkundige aanduiding van een bodem met veen in de ondergrond. Veen onder een kleilaag bevindt zich vooral in liedeerd-, waardveen-, koopveen-, weideveen- en aarveengronden. Deze komen name voor in voormalige droogmakerijen en in komgebieden.
Nadat dat veen was gevormd, werd het overspoeld door rivier- of zeewater en werd er klei op afgezet. Dit bodemtype is vooral aanwezig in de kustprovincies in West- en Noord-Nederland, met name in Zuid-Holland en Utrecht, in de laaggelegen poelgronden van Zuidwest-Zeeland, in het zuidelijk deel van de Gelderse Vallei bij Wageningen en in Zuidwest-Friesland.
Klei-op-veen kan ook worden aangetroffen in broekeerdgronden langs de rand van het Pleistoceen. Het profiel van deze gronden bestaat uit een dun laagje klei of zavel op veen met daaronder zand.